# Anna Woolhouse
Anna Woolhouse (nascida em 1984) é uma jornalista e apresentadora desportiva britânica e uma das principais apresentadoras de boxe da Sky Sports.
Woolhouse entrevistou, entre muitos outros, o campeão mundial dos pesos pesados Anthony Joshua após a primeira e única derrota na sua carreira de boxe profissional contra Andy Ruiz Jr., em 2019, e fez parte da equipa que cobriu o combate de Dillian Whyte vs. Alexander Povetkin durante a pandemia COVID-19 em 2020 no Matchroom Boxing's 'Fight Camp' ao lado de Johnny Nelson, Adam Smith, Tony Bellew e Matthew Macklin.